# Cobal do Humaitá

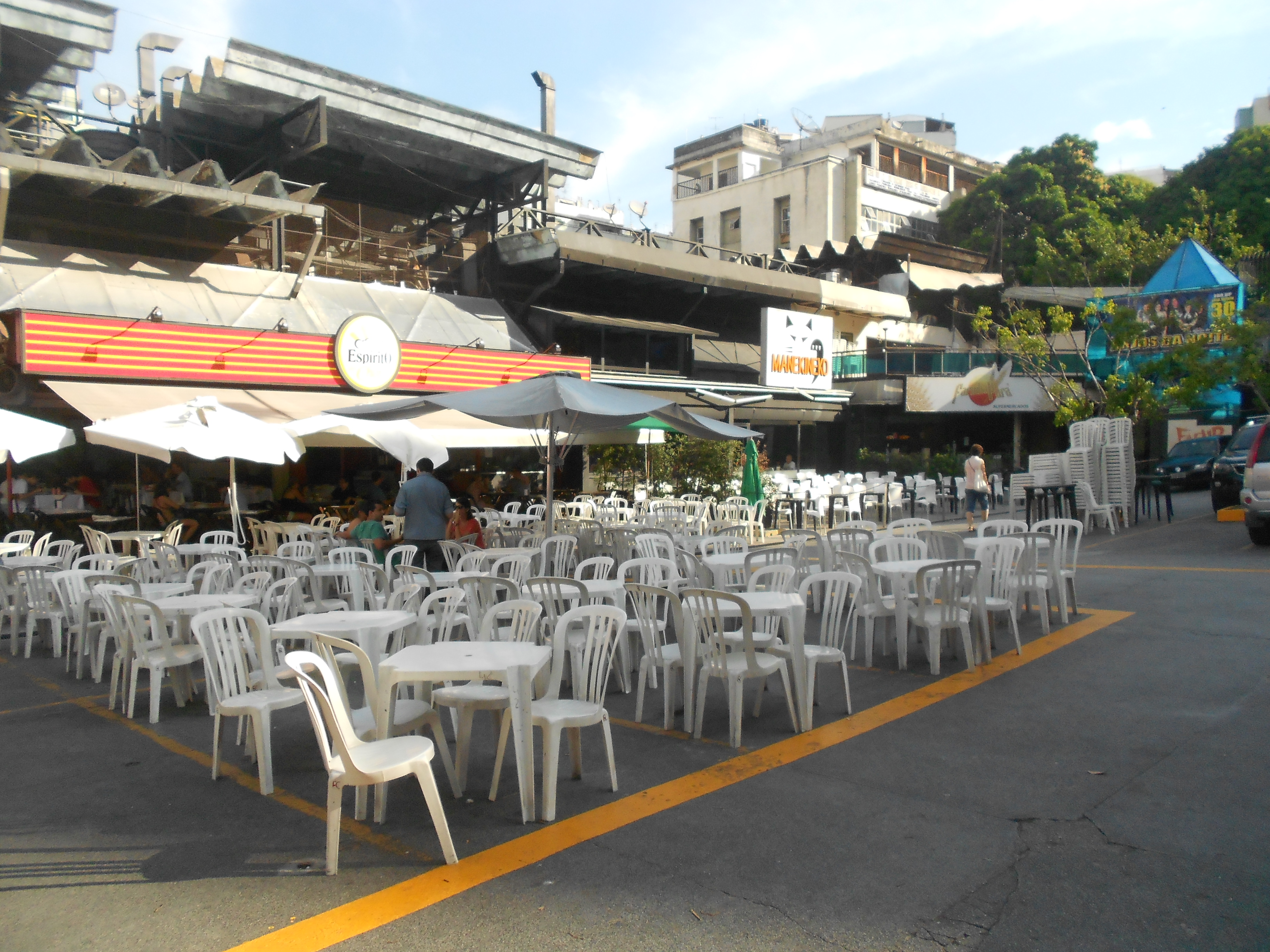
Área externa do Cobal do Humaitá.

A Cobal do Humaitá é um centro comercial situado no bairro do Humaitá, na Zona Sul da cidade do Rio de Janeiro. Localiza-se no quarteirão formado pelas seguintes ruas: Humaitá, Marques e Voluntários da Pátria. Com cerca de 10 mil m² de área, é um dos mais dinâmicos polos gastronômicos da cidade. É considerada o primeiro sacolão da cidade do Rio de Janeiro. 
Situada na área onde antes era uma garagem de bondes, o centro comercial foi inaugurado em 9 de setembro de 1971. Inicialmente denominado Horto-Mercado do Humaitá, a ideia inicial era que o espaço viesse a ser uma alternativa às feiras de rua, finalidade esta que se alterou ao longo dos anos. Nos anos 90, em seu auge, a Cobal era uma das poucas opções de lazer a céu aberto para os moradores das redondezas.
A Cobal do Humaitá é composta por 3 quiosques, 97 boxes, 84 lojas e 7 salas, incluindo lojas de vinho, pet shops, floriculturas, um supermercado, lojas de produtos naturais e restaurantes. Nos finais de semana, é comum apresentações de samba e de choro em sua área externa.